# 长毛醉魂藤
长毛醉魂藤（学名：Heterostemma villosum）为夹竹桃科醉魂藤属的植物。分布在老挝、越南、柬埔寨以及中国大陆的云南、贵州等地，生长于海拔2,000米的地区，一般生于山地疏林中或灌木丛中，目前尚未由人工引种栽培。